# Jeg rev et blad ud af min dagbog
Chansons représentant le Danemark au Concours Eurovision de la chanson
Skibet skal sejle i nat
(1957) Uh, jeg ville ønske jeg var dig
(1959)
Jeg rev et blad ud af min dagbog (« J'ai arraché une page de mon journal ») est une chanson interprétée par la chanteuse danoise Raquel Rastenni et dirigée par Kai Mortensen pour représenter le Danemark au Concours Eurovision de la chanson 1958 qui se déroulait à Hilversum, aux Pays-Bas.
Elle est interprétée en danois, langue nationale, comme le veut la coutume avant 1966.
Il s'agit de la sixième chanson interprétée lors de la soirée, après Alice Babs qui représentait la Suède avec Lilla stjärna et avant Fud Leclerc qui représentait la Belgique avec Ma petite chatte. À l'issue du vote, elle a obtenu 3 points, se classant 8e sur 10 chansons,.
La chanson est chantée du point de vue d'une femme qui s'excuse auprès d'un ami ou d'un amant (les paroles ne sont pas claires quant à exactement qui) pour ses actions, et suggère que l'autre partie doit faire de même. Elle chante qu'elle regrette les mots qu'elle a utilisés, donc elle « a déchiré une page de mon journal ».